# 張季彥
张季彦（？—？），字稚鲁，號沧西，山東東昌府濮州千户所軍籍湖广汉阳府汉阳县人，明朝政治人物。

## 生平
万历十三年（1585年）乙酉科山东乡试舉人，三十二年（1604年），登甲辰科进士，礼部觀政，初授南阳府推官，三十八年升兵部主事，四十四年升员外，升郎中，四十五年京察。

## 家族
父张登高，嘉靖二十年進士，官至太常寺少卿。